# Олимпиан (епископ Византийский)
Епископ Олимпиа́н (греч. Επίσκοπος Ολυμπιανός, ум. 198) — епископ Византийский на протяжении одиннадцати лет (187—198 гг.).
Служение его проходило на фоне политических междоусобиц в Римской империи между Септимием Севером, Дидием Юлианом и Песценнием Нигером. В 196 году после трех лет осады остатков войск Песциния Нигера в Византии, город был взят военачальниками Севера. Септимий Север приказал разрушить все городские укрепления и отменить все политические и торговые привилегии города, в том числе права митрополии, подчинив его Гераклее Фракийской. Византий оставался епархией в составе Гераклеи Фракийской больше столетия.